# Carla Matadinho
Carla Matadinho (nacida en Évora el 16 de diciembre de 1982) es una de las modelos portuguesas más famosas en la actualidad. A los 15 años fue proclamada Miss Sporting. Luego tuvo el título de "Miss
Concelhos de Portugal" y "Miss Alentejo" a los 16. A los 19 ganó el concurso de Miss Playboy TV Portugal 2002 y se convirtió en la primera Miss Playboy portuguesa de la historia. También participó en los certámenes de Miss Portugal y Miss Figueira da Foz.
Hoy en día tiene una carrera sólida en el mundo de la moda, siendo parte de la agencia FACE, de concepto con la estilista Fátima Lopes.
Ha participado en muchos trabajos de publicidad de Levis to Triumph Apareció en las portadas de la revista Maxmen (revista Maxim en Portugal). Participó en las dos series de Maré Alta que SIC transmitió, donde actuó como personaje cómico. También colaboró en la película de Fernando Fragata Sorte nula.
Saltó a la fama después de que algunas fotos íntimas con su novio, incluyendo masturbación mutua y sexo anal, habían circulado por Internet.[cita requerida].